# Piatră funerară

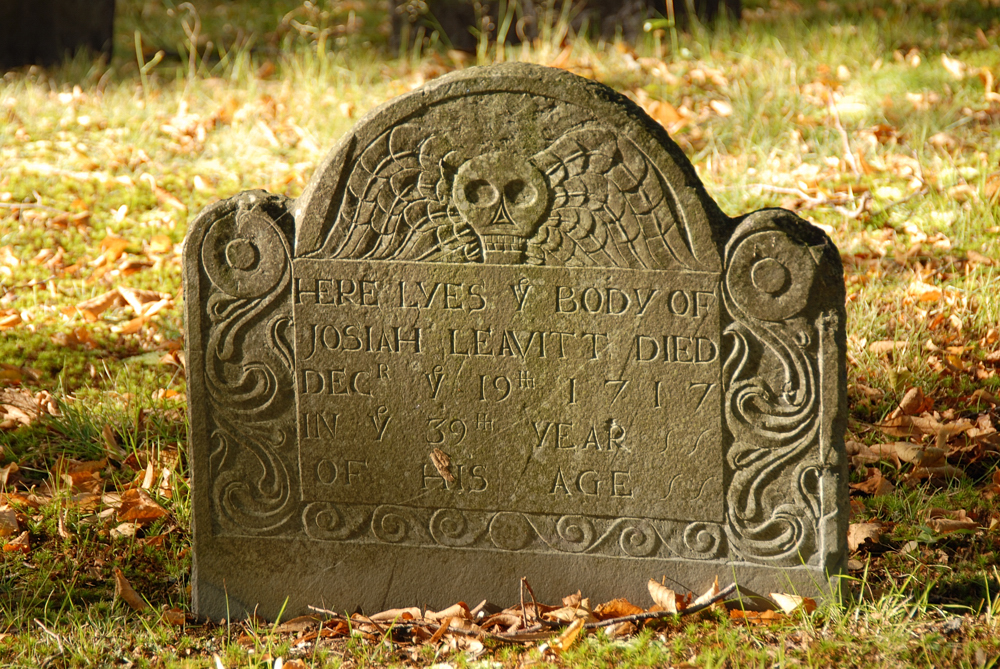
Piatra funerară a lui Josiah Leavitt (1679–1717), Cimitirul Central Hingham, Comitatul Plymouth, Massachusetts

O piatră de mormânt, piatră tombală sau piatră funerară, amplasată deasupra unui mormânt, poate prezenta diferite forme: lespede, sarcofag, stâlp funerar, stelă sau monument, eventual cu elemente de artă funerară lucrate în relief. Piatra funerară este folosită în mod tradițional pentru înmormântari în religiile creștină, iudaică și musulmană. În cele mai multe cazuri, pietrele funerare conțin inscripții cu numele persoanei decedate, data nașterii și data morții, împreună cu un mesaj personal sau o rugăciune. În multe părți ale Europei sunt inserate și fotografii ale persoanelor decedate. Cele mai frecvente tipuri de pietre funerare sunt o stelă, o placă și o cruce. Dar, în funcție de anumiți factori, cum ar fi statutul Monetar etc., o statuie (în special partea superioară a acesteia — un bust) sau o capelă poate servi și ca piatră funerară.

## Inscripții
Pietrele funerare pot conține, uneori, inscripții. Informațiile de pe piatra funerară includ, în general, numele persoanei decedate decedatului și data ei de naștere și de moarte. Astfel de informații pot fi utile pentru genealogiști și istorici locali. Proprietarul cimitirului, sau biserica pot încuraja utilizarea unor cuvinte de „bun gust” și precise în inscripții. Inscripțiile sunt amplasate în mod tradițional pe partea din față a monumentului, dar pot fi văzute, de asemenea, în unele cazuri pe partea din spate și chiar pe marginile pietrei. Unele familii solicită ca să fie făcută o inscripție pe porțiunea pietrei, care va fi în pământ.
În plus, unele pietre funerare conțin, de asemenea, epitafuri de laudă a persoanei decedate sau citate din texte religioase precum requiescat in pace. În unele cazuri inscripția are forma unei rugăminți, mustrări testament de credință sau chiar un blestem— inscripția de pe piatra aflată pe mormântul lui William Shakespeare declară
Good friend, for Jesus' sake forbear,

To dig the dust enclosèd here.

Blest be the man that spares these stones,

And cursed be he that moves my bones.
Sau un avertisment cu privire la moarte, precum poezia persană inscripționată pe un vechi mormânt din capitala tadjică Dușanbe.
Sau un simplu avertisment cu privire la inevitabilitatea morții:
Am fost ceeace ești,

Vei fi ceeace sunt.

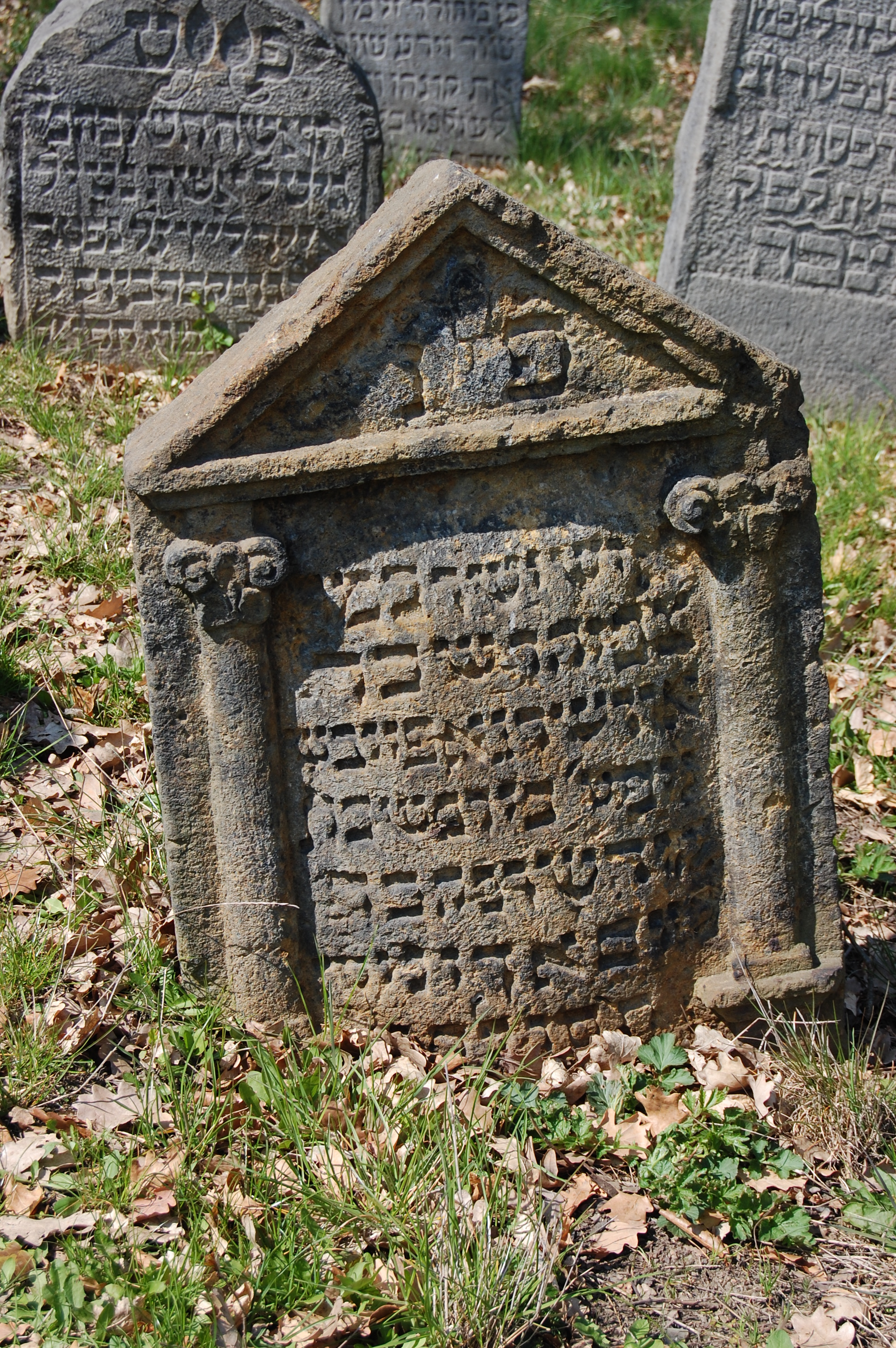
Inscripții ebraice pe pietrele funerare din Sobědruhy, Cehia.

Alegerea limbii și/sau scrierii de pe pietrele de mormânt a fost studiată de sociolingviști ca indicatori ai loialității față de o limbă. De exemplu, prin studierea inscripțiilor din cimitirele folosite de comunitățile de imigranți, s-a descoperit că inscripțiile au continuat să fie scrise în unele limbi „mult timp după ce limba a încetat să mai fie vorbită” în comunități. În alte cazuri, un limbaj folosit în inscripție poate indica o afiliere religioasă.